# Fritz Pleitgen

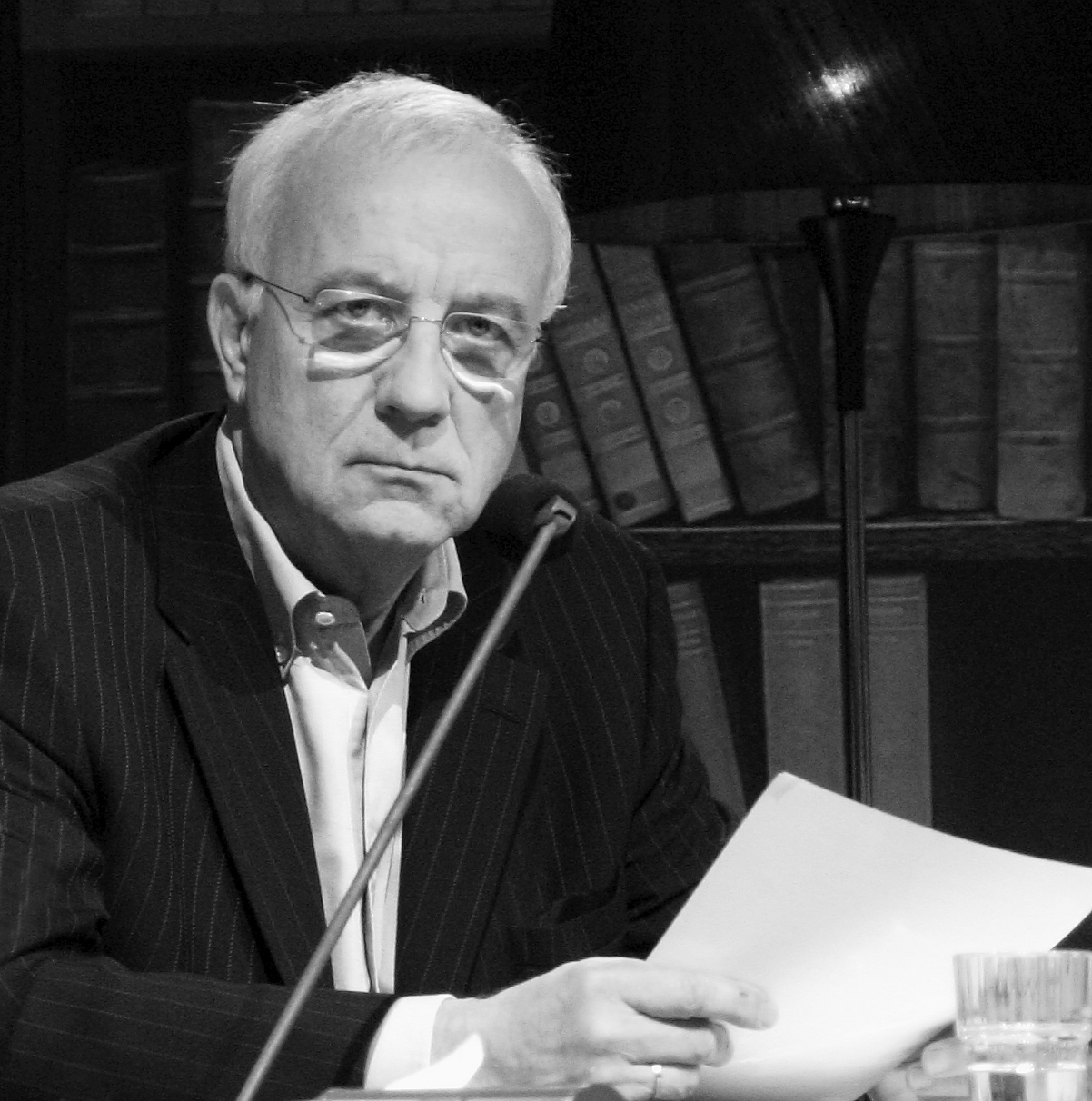
Fritz Pleitgen, 2007, zu dem Zeitpunkt Intendant des WDR, während des WDR-Literaturmarathons auf der Lit.Cologne

Fritz Ferdinand Pleitgen (* 21. März 1938 in Duisburg; † 15. September 2022 in Köln) war ein deutscher Journalist und Autor. Von 1995 bis Ende März 2007 war er Intendant des Westdeutschen Rundfunks, von 2001 bis 2002 Vorsitzender der ARD. Außerdem war er vom 1. Oktober 2006 bis Ende 2008 Präsident der Europäischen Rundfunkunion EBU. Vom 1. April 2007 bis Ende 2011 war Pleitgen Vorsitzender der Geschäftsführung der RUHR.2010 GmbH.

## Herkunft und Leben
Fritz Pleitgen wurde als fünftes Kind des bei Krupp angestellten technischen Zeichners Fritz Pleitgen und dessen Frau Berta, geb. Walter, in Duisburg-Meiderich geboren. Er wuchs zunächst in Duisburg auf – darunter zwei Jahre in Kinderheimen. Während des Krieges wurde die Familie nach Schlesien evakuiert und zog schließlich über Berlin ins westfälische Bünde, wo Pleitgen seine Jugend verbrachte. Bereits mit 14 Jahren arbeitete Fritz Pleitgen als freier Mitarbeiter für Sport- und Gerichtsberichterstattung für die Bünder Lokalausgabe der Bielefelder Freien Presse. Hier trat er 1959 ein zweijähriges Volontariat an. Das Freiherr-vom-Stein-Gymnasium in Bünde verließ er vor dem Abitur. 1963 wechselte er zum Westdeutschen Rundfunk (WDR) nach Köln. Als Unterstützer der Ostpolitik Willy Brandts trat er der SPD bei.
Pleitgen war zunächst in der Redaktion der Tagesschau und als Sonderberichterstatter beschäftigt und befasste sich mit den Bereichen Politik und Wissenschaft.

### Auslandskorrespondent
Bereits im Jahr 1964 nahm er die Berichterstattung als Auslandskorrespondent über EWG- und NATO-Sitzungen in Brüssel und Paris auf. Pleitgen informierte über den Zypernkrieg und 1967 über den Sechstagekrieg.
Im Jahr 1970 begann die Tätigkeit in verschiedenen ARD-Auslandsstudios, so bis 1977 in Moskau. Dort führte er als erster westlicher Journalist ein Interview mit dem damaligen sowjetischen Generalsekretär der KPdSU Leonid Breschnew.
Die in Moskau bewiesenen diplomatischen Fähigkeiten – Pleitgen unterhielt sehr gute Kontakte sowohl zur Regierung als auch zu Dissidenten – qualifizierten ihn 1977 für den Korrespondentenposten in Ost-Berlin. Sein Vorgänger, Lothar Loewe, war aufgrund seiner häufig antikommunistischen Haltung in seiner Berichterstattung des Landes verwiesen worden, was die ARD bei Pleitgen nicht befürchtete. Insgesamt blieb er fünf Jahre auf dem Posten. Der Deckname in seinen Stasi-Unterlagen lautete „Tiger“.
Im Juli 1982 wechselte er von Ost-Berlin nach Washington, D.C. Pleitgen sah sich bei seiner Tätigkeit als Korrespondent in den USA der Kritik „antiamerikanischer Untertöne“ ausgesetzt, da er die Politik des damaligen Präsidenten Ronald Reagan eher kritisch verfolgte. Grund für die kritische Berichterstattung war die Überzeugung Pleitgens, dass die Ostpolitik Willy Brandts der richtige Weg sei.
Pleitgen wechselte nach einer fünfjährigen Leitung des Washingtoner ARD-Studios 1987 auf den gleichen Posten des ARD-Studios New York. Jedoch berief Friedrich Nowottny, den Pleitgen bereits aus gemeinsamen Volontariatszeiten bei der Bielefelder Freien Presse kannte, ihn bereits kurze Zeit später nach Köln zurück.

### Politischer Chefredakteur

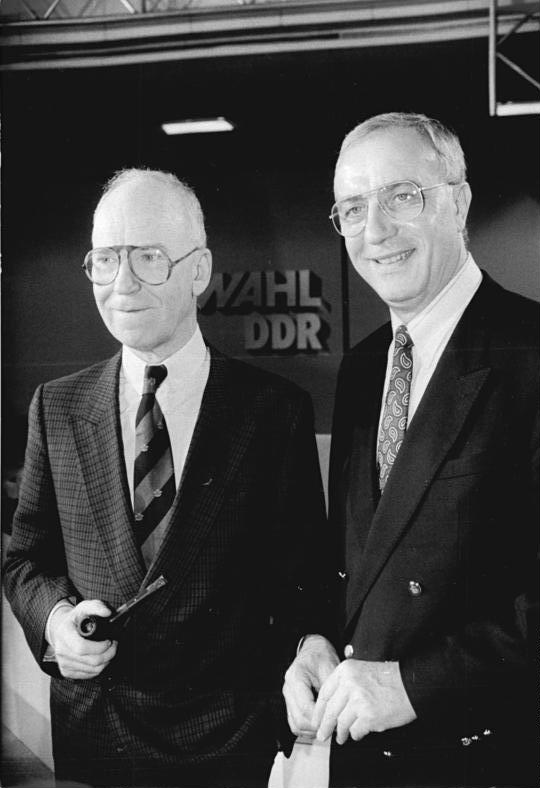
Jürgen Engert und Fritz Pleitgen als Moderatoren der ARD-Wahlsendung zur Volkskammerwahl 1990

Im „Mutterhaus“ übernahm Pleitgen ab 1988 die Position des Chefredakteurs des Fernsehprogrammbereichs „Politik und Zeitgeschehen“. Trotz der zusätzlichen Verwaltungsaufgaben war Pleitgen weiterhin journalistisch tätig.
So leitete er im Zusammenhang mit der deutschen Wiedervereinigung und dem Zusammenbruch der Sowjetunion zahlreiche Sendungen der Sendereihe ARD-Brennpunkt sowie einige weitere Sondersendungen. Beim Fall der Berliner Mauer berichtete er aus Berlin und mahnte Kollegen zu einer gemäßigten Berichterstattung: „Dies ist eine explosive Zeit, der wir nicht noch eine zusätzliche Dramatik oder gar Zunder geben sollten.“
Nachdem Pleitgen bis 1993 als Chefredakteur beim WDR gearbeitet hatte, wechselte er zum 1. Januar 1994 nach drei Jahrzehnten Fernsehen zum Radio und wurde Hörfunkdirektor des WDR. Pleitgen reformierte während dieser Zeit die Programm- und Organisationsstruktur und hob den Sender Eins Live aus der Taufe.
Am 17. Dezember 2006 moderierte Fritz Pleitgen nach fast 300 Sendungen zum letzten Mal den ARD-Presseclub, eine der ältesten Sendereihen im deutschen Fernsehen. Monika Piel folgte ihm nach.

### Intendanz
Am 17. März 1995 wählte der Rundfunkrat Pleitgen als Nachfolger von Friedrich Nowottny zum Intendanten des WDR; die anderen Bewerber um den Posten zogen wie zuvor bei Nowottnys Berufung ihre Kandidatur zurück. Als Intendant führte Pleitgen die Regionalisierung des WDR fort, was zur Gründung der Lokalstudios in Köln und Dortmund führte. Außerdem setzte er sich für den Aufbau des Ereigniskanals Phoenix ein. In den Jahren 2001 und 2002 war er zudem Vorsitzender der ARD. Außerdem war Pleitgen für die Europäische Rundfunkunion tätig, der er seit 2002 als Vizepräsident und von September 2006 bis 2008 als Präsident vorstand. Fritz Pleitgen war neben seinen leitenden Aufgaben auch weiterhin journalistisch tätig. Neuere Produktionen waren die in der ARD ausgestrahlte Reisereportagen über die Rocky Mountains Die Rockies. Sehnsucht nach dem alten Westen und Spurensuche im Erzgebirge: Wiedersehen mit dem Weihnachtsland. Ende 2004 geriet Pleitgen in die Kritik, nachdem Harald Schmidt für eine Sendung in der ARD angeworben wurde. Der Vertrag mit Schmidts Produktionsfirma wurde durch die ARD-Tochter Degeto geschlossen. Um die Sendung zu finanzieren, musste die ARD angeblich auf den Erwerb von Übertragungsrechten an Sportereignissen verzichten.
Auf seine Idee geht auch 1 Live zurück, eine Radiowelle für junge Hörer. Mit der Hörfunkwelle WDR 5 richtete Pleitgen ein reines Wortprogramm ein.
Umstritten war in der ARD sein Konzept, private Sender bei Übertragungsrechten für Fußballmeisterschaften überbieten zu wollen. Ihn kritisierte dafür der NDR-Intendant Jobst Plog.

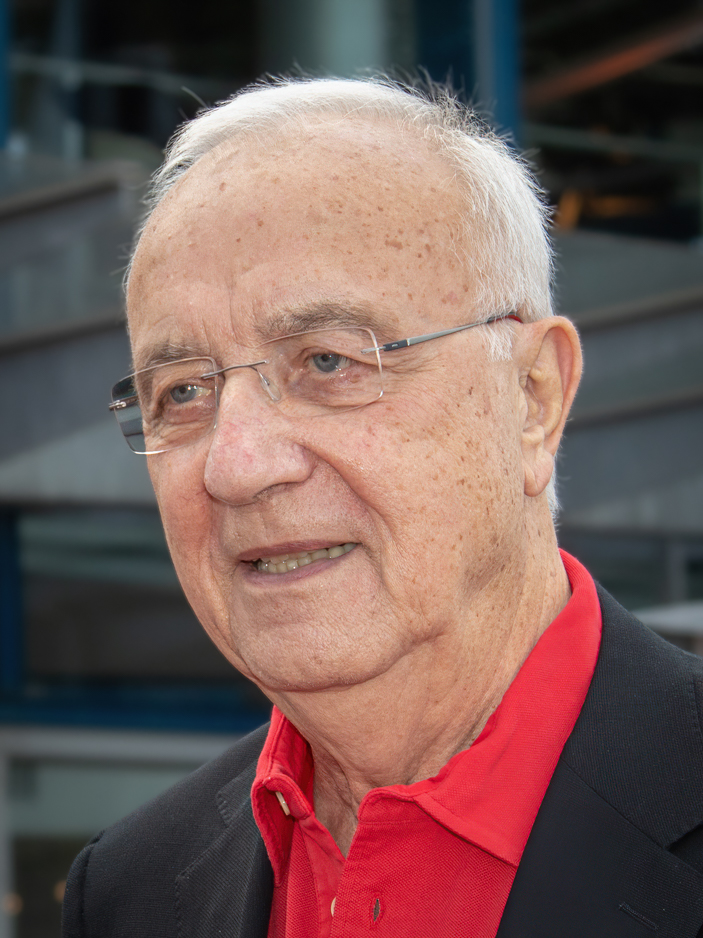
Fritz Pleitgen (2018)

Fritz Pleitgens letzte regulär geplante Amtszeit als Intendant des WDR endete nach seiner Wiederwahl am 14. September 2000 im Juli 2007. Er hatte geplant, sie nur zur Hälfte auszunutzen, verwarf diese Idee jedoch. Über seine Nachfolge entbrannte ein politischer Streit innerhalb des 43-köpfigen Gremiums des WDR. Pleitgen selbst zeigte sich bereit, falls er vom Rundfunkrat berufen werde und es keine Einigung über einen Nachfolger gäbe. Dabei verweigerte ihm jedoch seine eigene Partei, die SPD, die Unterstützung, ebenso der Vorsitzende des Rundfunkrats des WDR. Unterstützung fand Pleitgen auf Seiten der CDU, FDP und der Grünen, die auf die Kontinuität seiner Arbeit setzten. Eine Initiative der CDU, Pleitgen ohne Wiederwahl nach 2007 weiterhin als Intendant zu beschäftigen, wurde im Rundfunkrat durch Stimmen der SPD und unabhängiger Mitglieder abgelehnt. Der Rundfunkrat des Westdeutschen Rundfunks wählte schließlich am 20. November 2006 die Hörfunkdirektorin des Westdeutschen Rundfunks Monika Piel zur Nachfolgerin von Pleitgen. Er verließ den WDR drei Monate vor Ablauf der Amtsperiode.

### Geschäftsführung Ruhr 2010
Am 5. Januar 2007 gaben der nordrhein-westfälische Ministerpräsident Jürgen Rüttgers und Essens Oberbürgermeister Wolfgang Reiniger bekannt, dass Fritz Pleitgen Vorsitzender der Geschäftsführung der Ruhr 2010 GmbH werden soll, die für die Planung des Europäischen Kulturhauptstadt-Jahres 2010 in Essen und dem Ruhrgebiet verantwortlich ist. Pleitgen trat diese Position zum 1. April 2007 an, drei Monate früher als seine Amtszeit als Intendant beim WDR regulär geendet hätte. Fritz Pleitgen sagte zu dem Unglück bei der Loveparade 2010, die im Rahmen der RUHR.2010 stattfand: „Wir tragen an der Tragödie schwer“. Im moralischen Sinne fühle er sich mitverantwortlich für das Unglück.

### Weitere Tätigkeiten
Während Pleitgen WDR-Intendant war, erhielt er im Juni 2006 eine Honorarprofessur an der Hochschule für Fernsehen und Film München.

## Ehrenamtliches Engagement
Fritz Pleitgen wurde am 28. März 2011 erstmals für fünf Jahre zum Präsidenten der Deutschen Krebshilfe e. V. gewählt, die 2015 in die Stiftung Deutsche Krebshilfe umgewandelt wurde. Er hatte das Amt bis zum Jahr 2021 inne. Nachfolgerin wurde die Geigerin Anne-Sophie Mutter.
Im Jahr 2013 übernahm Pleitgen die Schirmherrschaft für die Deutsche Prostatakrebs-Studie PREFERE, die 2016 abgebrochen wurde.
Des Weiteren war Pleitgen Pate des Kinderhospizes Bethel, Mitglied des Kuratoriums von Aktion Deutschland Hilft sowie Beiratsvorsitzender bei „Glückauf Zukunft“, einer Initiative der Bergbauindustrie. Bis 2019 war er Vorsitzender des Kuratoriums der DFL Stiftung (ehemals Bundesliga-Stiftung) und wurde dann zum Ehrenmitglied des Kuratoriums benannt. Seit seiner Gründung 1998 bis April 2017 war er Vorsitzender und danach Ehrenvorsitzender des in Köln ansässigen Lew-Kopelew-Forums. Pleitgen gehörte zu den Initiatoren der wohltätigen Initiative „Die Kinder von Perm“ und war Vorsitzender des gleichnamigen Vereins. Seit 2014 engagierte er sich als Schirmherr des 2011 gegründeten Vereins InterArtes für die Förderung von Künstlern verschiedener Disziplinen. Von 2013 bis 2020 war Pleitgen Kuratoriumsmitglied in der Alfried Krupp von Bohlen und Halbach-Stiftung.

## Privates
Pleitgen lebte in Bensberg, einem Stadtteil von Bergisch Gladbach, war seit 1969 verheiratet und Vater von vier Kindern. Sein Sohn Frederik ist ebenfalls Journalist.
Im Jahr 2020 wurde bei Fritz Pleitgen Bauchspeicheldrüsenkrebs diagnostiziert. Im Jahr 2021 berichtete er in seinem Buch Eine unmögliche Geschichte, im WDR-Podcast Fritz Pleitgen – Sein Leben und anderen Interviews über die Erkrankung. Pleitgen starb am 15. September 2022 im Alter von 84 Jahren in Köln an den Folgen seiner Krebserkrankung. Im Rahmen eines Abschiedskonzertes am 29. Oktober 2022 in der Kirche Sankt Joseph in Köln-Braunsfeld wurde posthum die Sinfonie F-Dur op. 52 von Pleitgens Freund und Kollege Ulrich Harbecke uraufgeführt. Das experimentelle Werk ist eine Hommage an Ludwig van Beethoven und Fritz Pleitgen gewidmet.
2021 erschien mit Fritz Pleitgen – Sein Leben eine Podcast-Reihe mit sieben Folgen im WDR, in der Pleitgen über die Stationen und Ereignisse seines Lebens von Jochen Rausch befragt wurde. Die jeweils ca. 45-minütigen Folgen sind in der ARD Audiothek abrufbar.

## Auszeichnungen
- 1995: Saure Gurke Negativpreis des Medienfrauentreffens[40]
- 1999: Närrisches Steckenpferd der Prinzengarde Krefeld[41]
- 1999: Georg-Schulhoff-Preis[42]
- 2003: Josef-Neuberger-Medaille (Auszeichnung der Jüdischen Gemeinde Düsseldorf)[43]
- 2004: Kulturpreis der deutschen Freimaurer[44]
- 2005: Karlsmedaille für europäische Medien[45]
- 2006: Botschafter für die Fußball-Weltmeisterschaft 2006 der Menschen mit Behinderung in Deutschland
- 2006: Ehrendoktorwürde der Fakultät Kulturwissenschaft der Technischen Universität Dortmund[46]
- 2006: Kulturgroschen 2007 des Deutschen Kulturrats[47]
- 2006: Berufung in den nordrhein-westfälischen Integrationsbeirat (dem 26 Vertreter aus Wissenschaft und Wirtschaft, von Islamverbänden sowie Persönlichkeiten aus Kultur und Gesellschaft angehören)
- 2007: Verdienstorden des Landes Nordrhein-Westfalen[48]
- 2007: Willi-Ostermann-Medaille in Gold, die höchste offizielle Auszeichnung des Kölner Karnevals[49]
- 2007: Ehrenpreis der Fußball-Bundesliga[50]
- 2009: Goldenes Lot, Ehrung des Verbandes Deutscher Vermessungsingenieure[51]
- 2009: Lachender Amtsschimmel des DBB Beamtenbund und Tarifunion[52]
- 2009: Eselorden der Stadt Wesel[53]
- 2010: Sprachpanscher des Jahres (stellvertretend für die RUHR.2010)[54]
- 2012: Großes Verdienstkreuz der Bundesrepublik Deutschland[55] für sein ehrenamtliches, soziales Engagement, u. a. als Präsident der Deutschen Krebshilfe
- 2017: Verleihung des Dr.-Friedrich-Joseph-Haass-Preises des Deutsch-Russischen Forums für den Brückenbau zwischen den beiden Völkern[56]
- 2018: Touristik- und Medienpreis Goldene Sonne (Lebensleistung als Journalist)[57]
- 2019: Verleihung der „Goldenen Blokhin-Medaille“ des Blokhin National Medical Research Center of Oncology des russ. Gesundheitsministeriums und des Verbandes der Kinderkrebs-Ärzte, stellvertretend für den Verein „Die Kinder von Perm“ und deren Einsatz für das Friedrich-Joseph-Haas Kinderkrebs-Krankenhaus in Perm
- 2021: Brost-Ruhr-Preis[58]

## Veröffentlichungen (Auswahl)
- Durch den wilden Kaukasus. 2000, ISBN 3-596-15274-7.
- mit Wolf Biermann: Die Ausbürgerung. 2001, ISBN 3-89834-044-9.
- mit Annette Dittert: Der stille Bug. Reise durch ein zerrissenes Land. 2004, ISBN 3-548-36739-9.
- Der Sport im Fernsehen. Institut für Rundfunkökonomie, Köln 2000, ISBN 3-934156-16-9.
- Väterchen Don. Der Fluss der Kosaken. Kiepenheuer und Witsch, Köln 2008, ISBN 978-3-462-04046-3.
- mit Michail Schischkin: Frieden oder Krieg. Russland und der Westen – eine Annäherung. Ludwig, München 2019, ISBN 978-3-453-28117-2.
- Eine unmögliche Geschichte. Als Politik und Bürger Berge versetzten. Herder, Freiburg 2021, ISBN 978-3-451-39053-1.